# Samuel Washington Woodhouse
Samuel Washington Woodhouse est un médecin et un ornithologue américain, né le 27 juin 1821 à Philadelphie et mort le 23 octobre 1904 dans cette même ville.
Après des études élémentaires, il devient fermier vers 1840. Passionné depuis longtemps par l'histoire naturelle et spécialement l'ornithologie, il devient l'ami de Thomas Nuttall (1786-1859) mais aussi de John Kirk Townsend (1809-1851), George Leib, Samuel G. Morton, Robert Bridges, Paul Goddard, Joseph Carson, Elwyn et Zantzinger et d'autres membres de l'Academy of Natural Sciences of Philadelphia. Dans sa ferme, il continue d'étudier l'ornithologie et grâce aux conseils du Dr Leib, il devient un expert en taxidermie.
Mais il est déterminé à étudier la médecine, il commence des études à l'université de Pennsylvanie. Il obtient son titre de docteur en 1847 et devient médecin-assistant à l'hôpital de Philadelphie.
Il démissionne presque aussitôt de son poste et devient médecin et naturaliste à l'U.S. Topographical Engineer Corps. Il participe à une mission, conduite par le capitaine Lorenzo Sitgreaves (pour la première année) puis par le lieutenant Israël Carle Woodruff (pour la seconde année), qui étudie la frontière entre les Creeks et les Cherokees en 1849 et 1850. Il explore le Texas, le Nouveau-Mexique, l’Arizona et le sud-est de la Californie entre 1851-1852. Ses observations zoologiques sont publiées dans le Report on the Natural History of the Country Passed over by the Edploring Expedition Under the Command of Brevet Captain L. Sitgreaves, U.S. Topographical Engineers, during the Year 1851. Il rassemble 1 951 espèces (50 d’entre elles sont nouvelles pour la science), dont 75 % sont des plantes.
Il fait paraître huit articles sur les oiseaux et les mammifères dans les Proceedings of the Academy of Natural Sciences of Philadelphia (1852-1853). Il y décrit trois nouvelles espèces d’oiseaux et quatre de mammifères.
Il participe en 1853 à une expédition conduite par Ephraim G. Squier destinée à explorer un possible tracé de chemin de fer au Honduras.

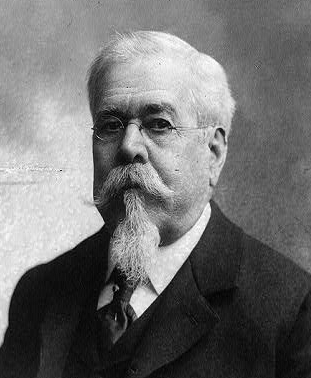
Samuel Washington Woodhouse vers 1895

Il devient correspondant de l’American Ornithologists' Union en 1903 et membre à vie de l’Académie de Philadelphie.
Après 1856, il démissionne de la commission et participe à diverses expéditions en Amérique centrale puis est chirurgien dans un pénitencier militaire. En 1859, il devient médecin de bord sur la Cope’s Line qui relie Philadelphie et Liverpool. Après la Guerre de Sécession, il exerce la médecine à Philadelphie.
Il fait paraître ses souvenirs sous le titre de A Naturalist in Indian Territory : The Journal of S.W. Woodhouse, 1849-1850. Ceux-ci sont réédités en 1992. Son journal est un document exceptionnel sur la vie au jour le jour des amérindiens Cherokees, Creeks, Osages et Comanches. Il témoigne aussi sur les changements qu’affrontent ces peuples dans un environnement qui se modifie rapidement. 

## Note
1. ↑  John S. Tomer et Michael J. Brodhead (dir.), University of Oklahoma Press (Norman) : xvi + 304 p.  (ISBN 0-8061-2476-8)